# 出雲崎町
出雲崎町（いずもざきまち）は、新潟県中越地方にある、日本海に面した町。三島郡に属する。妻入りのまち並みで知られる。

## 概要

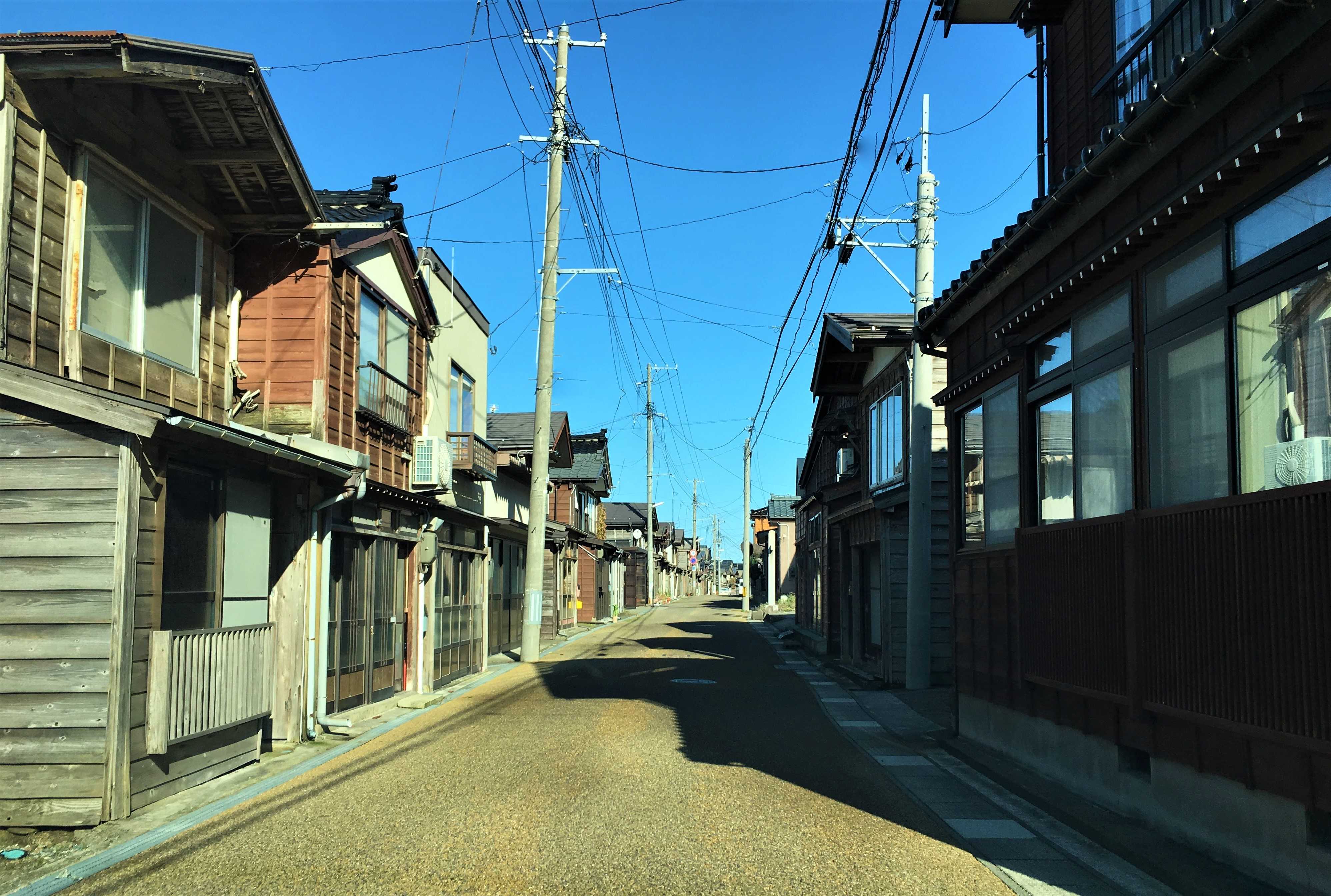
出雲崎の妻入りの街並みが4kmにわたって続く

良寛の出生地で、松尾芭蕉のおくのほそ道にも登場した。江戸時代には幕府直轄の天領地となり、北前船の寄港地、佐渡島からの金銀荷揚げの地として栄え、約3.6 kmの街道沿いに2～3万人が住んでいたと言われる。日本における「近代石油産業発祥の地」であり、紙風船の生産日本一（全国シェアの80%超）でもある。遠浅の海が広がり、2008年に黒人演歌歌手ジェロの楽曲『海雪』の舞台となった。
長岡市への通勤率は25.1%・柏崎市への通勤率は15.4%（いずれも平成22年国勢調査）。

## 地理
- 山：
- 河川：島崎川
- 湖沼：

日本海側気候で、豪雪地帯対策特別措置法における豪雪地帯に指定されているが、積雪深が1 mを超えることは極めて稀である。

## 歴史
1616年（元和2年）に出雲崎代官所が設けられた。
近世には出雲崎・尼瀬の2つの町に分けられ、それぞれに名主（橘屋、京屋）が置かれた。前者は出雲崎本町（住吉町・石井町・羽黒町）、後者は尼瀬（岩船町・稲荷町・伊勢町）の屋敷割を行い、間には大木戸が設けられていた。
1961年（昭和36年）8月5日から7日かけて中越地方に豪雨。出雲崎町では土砂崩れにより民家60戸が大破。死者多数（同月20日の長岡市の豪雨災害と合わせて死者・行方不明者24人） 。

### 沿革
- 1889年（明治22年）4月1日 - 町村制施行に伴い、三島郡出雲崎住吉町、出雲崎石井町、出雲崎羽黒町、出雲崎鳴滝町、出雲崎木折町、井ノ鼻村が合併し、出雲崎町が発足。
- 1904年（明治37年）4月1日 - 三島郡尼瀬町と合併して出雲崎町を新設。
- 1957年（昭和32年）6月20日 - 三島郡西越村と合併し出雲町を設置。即日、出雲崎町に名称を変更。
- 1958年（昭和33年）1月1日 - 大字高畑を分離し、三島郡和島村に編入。

### 市町村合併
平成の大合併で与板町、和島村との合併による｢良寛町」の誕生を図り、任意協議会も設置されたが、結局断念。与板町・和島村は長岡市に編入されたが、出雲崎町は独立のままとなった。

## 人口
| |                                          |  |
| 出雲崎町と全国の年齢別人口分布（2005年） | 出雲崎町の年齢・男女別人口分布（2005年） |  |
| ■紫色 ― 出雲崎町 ■緑色 ― 日本全国 | ■青色 ― 男性 ■赤色 ― 女性                |  |
| 出雲崎町（に相当する地域）の人口の推移 \| 1970年（昭和45年） \| 8,170人 \| \| \| 1975年（昭和50年） \| 7,338人 \| \| \| 1980年（昭和55年） \| 7,048人 \| \| \| 1985年（昭和60年） \| 6,780人 \| \| \| 1990年（平成2年） \| 6,421人 \| \| \| 1995年（平成7年） \| 6,213人 \| \| \| 2000年（平成12年） \| 5,814人 \| \| \| 2005年（平成17年） \| 5,338人 \| \| \| 2010年（平成22年） \| 4,907人 \| \| \| 2015年（平成27年） \| 4,528人 \| \| \| 2020年（令和2年） \| 4,113人 \| \| |                                          |  |
| 総務省統計局 国勢調査より |                                          |  |
| 1970年（昭和45年） | 8,170人                                  |  |
| 1975年（昭和50年） | 7,338人                                  |  |
| 1980年（昭和55年） | 7,048人                                  |  |
| 1985年（昭和60年） | 6,780人                                  |  |
| 1990年（平成2年） | 6,421人                                  |  |
| 1995年（平成7年） | 6,213人                                  |  |
| 2000年（平成12年） | 5,814人                                  |  |
| 2005年（平成17年） | 5,338人                                  |  |
| 2010年（平成22年） | 4,907人                                  |  |
| 2015年（平成27年） | 4,528人                                  |  |
| 2020年（令和2年） | 4,113人                                  |  |

## 行政
- 町長：仙海直樹（2024年2月4日から、1期目）
- 町議会：定数10人

## 経済
日本石油（現・ENEOS）発祥の地である尼瀬油田が町内に位置し、隣接する柏崎市西山地区とともにかつては石油産業が盛んであった。
大門工業団地が町内唯一の工業団地となっている。
地場産業としては、紙風船の生産量が日本一である。

### 農林水産業
中山間地の狭い土地で稲作が行われており、2020年にはブランド米「出雲崎の輝き」が登場した。また、乳牛が飼育されており、良寛牛乳ブランドの乳製品が生産から処理、販売まで一貫して町内で行われている。このほか、釜谷梅が特産品となっている。
町内には出雲崎漁港があり、越佐海峡を主な漁場とした沿岸漁業が行われている。

## 姉妹都市・提携都市

### 国内
- 柳津町（福島県河沼郡）

## 教育
- 出雲崎中学校
- 出雲崎小学校
- 新潟県立出雲崎高等学校

このほか臨海学校が設けられており、夏になると県外から生徒が訪れる。

## 交通

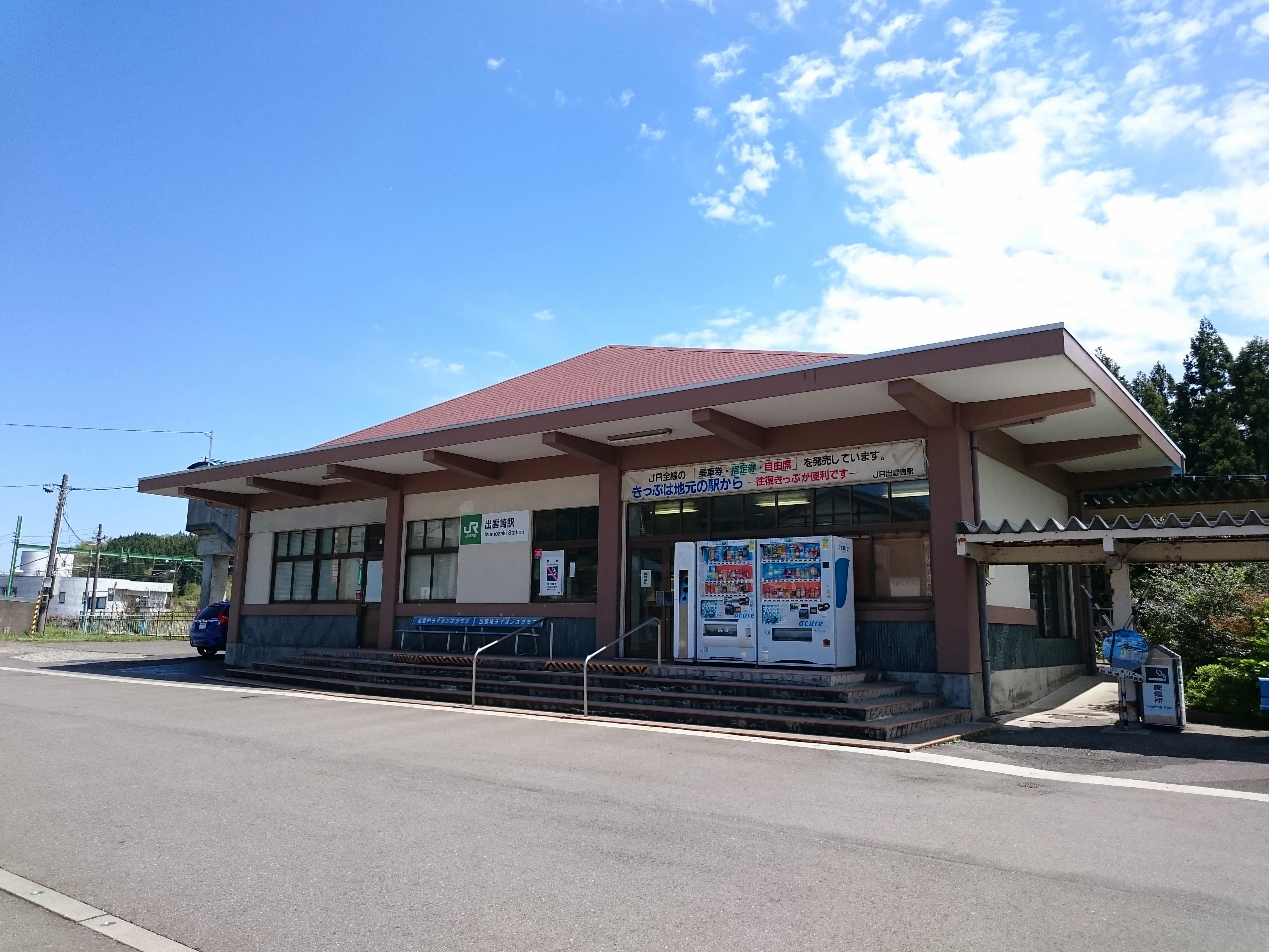
内陸部に位置する出雲崎駅

### 鉄道路線
鉄道路線は海岸から4 kmほど離れた内陸部を走っている。
- 東日本旅客鉄道（JR東日本）越後線
  - 小木ノ城駅 - 出雲崎駅（町内全ての駅が無人駅となっている）

### 路線バス

周辺のバス路線図（左下が当町域）。柏崎方面、長岡方面の路線がある。詳細は「越後交通 柏崎地区時刻表」を参照。

- 越後交通 - 路線バスを運行。町内完結路線のほか、柏崎市街、長岡市街と結ぶ路線がある。
- 出雲崎町デマンド交通「てまりん」 - 2019年4月に運行開始[10][11]。2020年時点では町内全域を運行エリアとして30分間隔で運行されており、電話だけでなくLINEでの予約が可能[12]。町内全域で運行される通常便のほか、越後交通の中永バス停で長岡方面からの路線バスに接続する「おかえりライナー便」が設定されている[12]。

### 道路
1974年（昭和49年）から1980年（昭和55年）にかけて北国街道を迂回する形で海岸部に国道バイパスが建設された。
- 一般国道
  - 国道116号
  - 国道352号
  - 国道402号
  - 国道460号（町内全区間他の国道と重複）

- 都道府県道
  - 主要地方道
- 道の駅
  - 越後出雲崎天領の里（時代館・物産館・石油記念館（尼瀬油田跡））

### その他
- 2015年4月[13]に開館した出雲崎駅前の「ホッと情報館陽だまり」では電動レンタサイクルの貸出しが実施されている。

## 名所・旧跡・観光スポット・祭事・催事

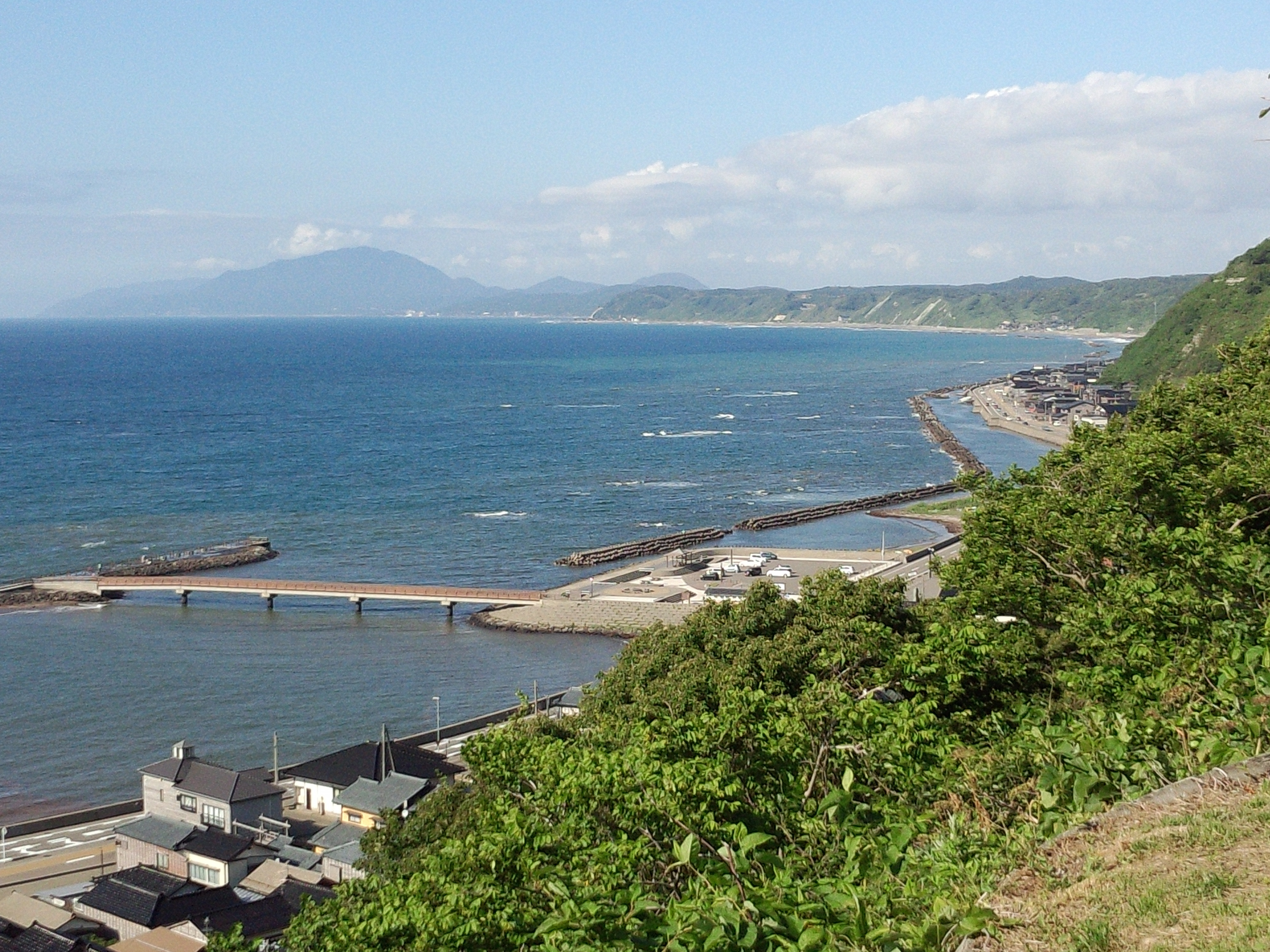
いずもざき海遊広場付近の海岸と海沿いの妻入りの街並み

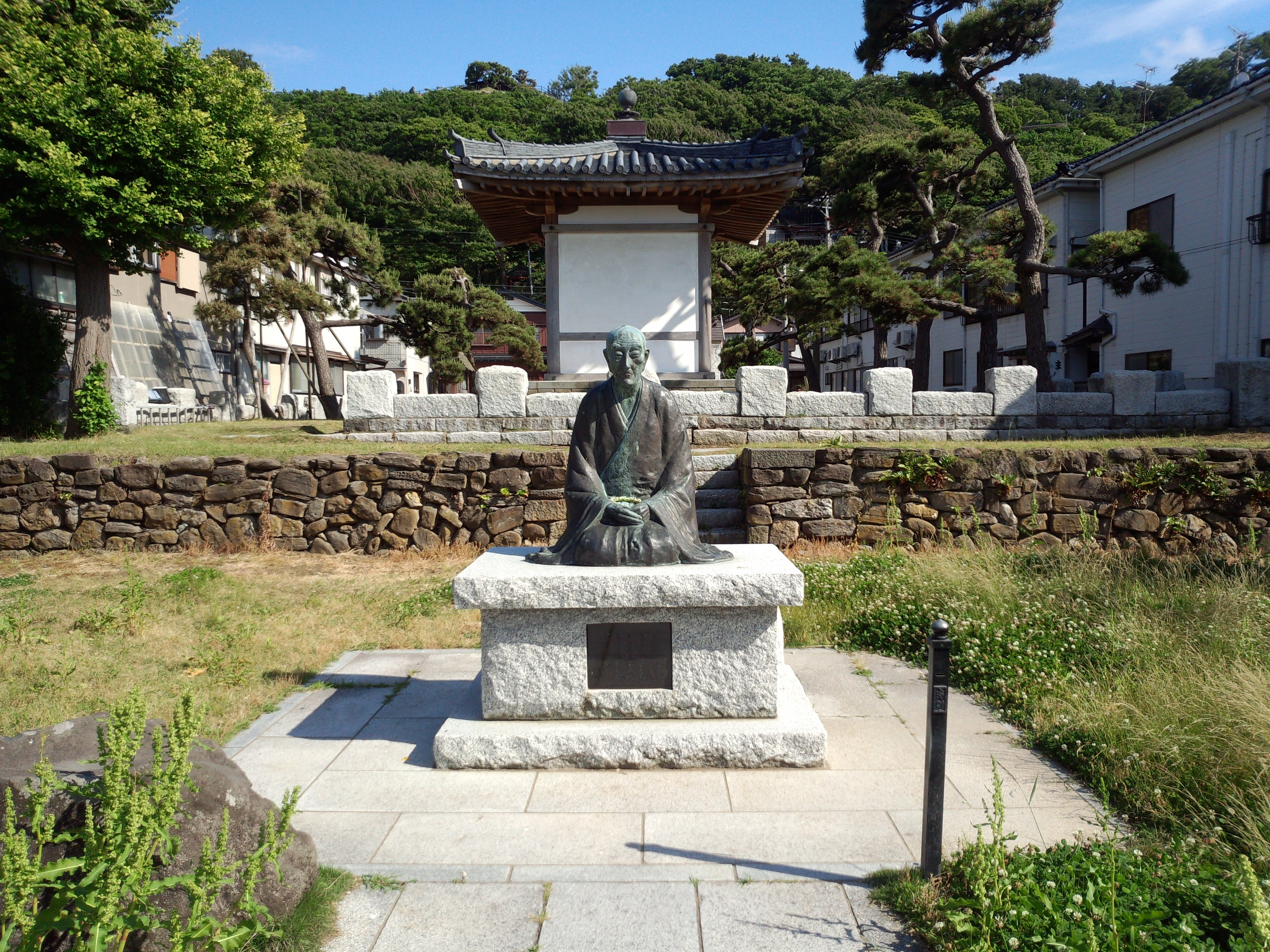
良寛堂

- 良寛関係[14]
良寛堂（生家橘屋の屋敷跡）、良寛記念館、良寛逸話出雲崎油絵館など
参考：パンフレット「良寛たずね道 八十八ヶ所巡り」（新潟県長岡地域振興局）
- 北国街道出雲崎宿[15]
妻入りのまち並み、芭蕉園、北国街道妻入り会館（2006年12月に竣工した観光交流施設[13]）など
- 石油関係[15][16]
出雲崎石油記念館（道の駅内）、石油記念公園、綱堀式石油井戸C-2号など
- その他歴史関係[15]
天領出雲崎時代館（道の駅内）、出雲崎代官所跡
- 海岸・日本海夕日ライン
良寛と夕日の丘公園（新潟日報「にいがた景勝100選」1位[17][18]）、井鼻海水浴場、尼瀬海水浴場、出雲崎海水浴場
- イベント
出雲崎「美食」街めぐり[19]

## 著名な出身者
- 良寛（僧侶）
- 新津恒吉（昭和シェル石油の前身の1つである新津石油の創業者。晩年に故郷へ多大な寄付を行った。新潟市には恒吉が迎賓館として建てた洋館、新津記念館が保存されている。）
- 近藤正道（前参議院議員・社民党）
- たかもちげん（漫画家）
- 長谷川巳之吉 (実業家)
- 池田駿（元プロ野球選手）

### 関連人物
- ジェロ（「海雪」を歌う黒人演歌歌手、歌詞の中に「出雲崎」が入っている。）